# Ourdis-Cotdoussan
Ourdis-Cotdoussan è un comune francese di 50 abitanti situato nel dipartimento degli Alti Pirenei nella regione dell'Occitania.

## Società

### Evoluzione demografica
Abitanti censiti